# Schwarzbach (Bad Reichenhall)
Schwarzbach ist ein Teil der ehemaligen Gemeinde Marzoll, die seit der Gemeindegebietsreform 1978 ein Ortsteil von Bad Reichenhall im Landkreis Berchtesgadener Land ist. Er liegt im Nordosten der Stadt an der Grenze zu Österreich. 

## Allgemeines
Die B 21 und die A 8 verlaufen durch den Ortsteil bis zur Grenze am Walserberg. Vor der Grenze existiert außerdem eine Auffahrt von der B 21 zur A 8 in Richtung München. Zwischen 1937 und 1941 war Schwarzbach der östliche Endpunkt der Reichsautobahn 26 („München – Landesgrenze“), bevor diese nach Salzburg verlängert wurde.
Der Süßwarenproduzent Paul Reber GmbH & Co.KG hat sein Werk in Schwarzbach. Außerdem befindet sich dort ein Büro der Bundesanstalt für Landwirtschaft und Ernährung.

## Geographie
Der namensgebende Bach Schwarzbach fließt durch den Ortsteil in den Wasserbach, der seinerseits in die nahe gelegene Saalach mündet.

## Sehenswürdigkeiten

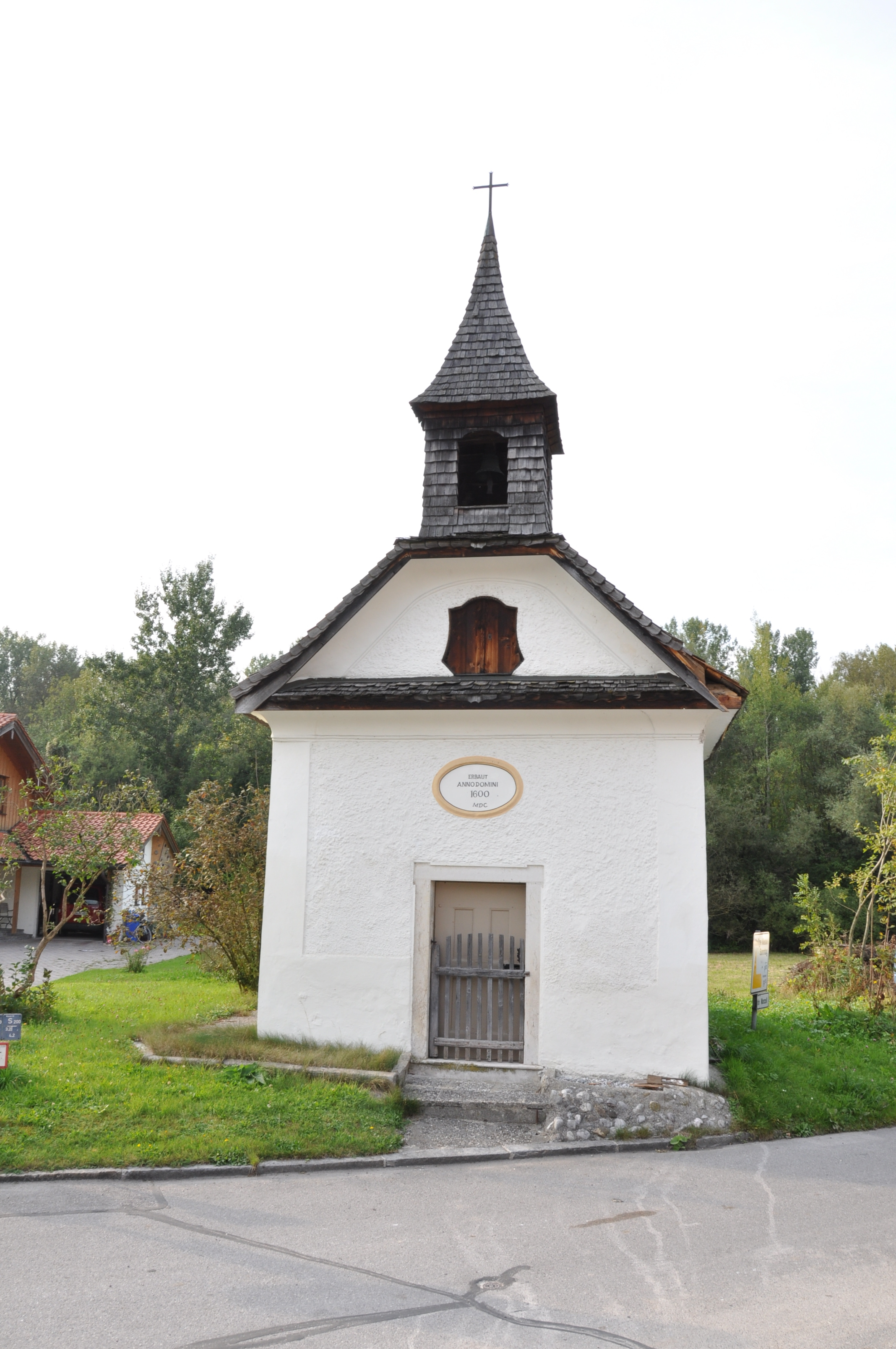
Kapelle Raintalstraße

Denkmalgeschützt sind der Gasthof Roider in der Rainthalstraße 35 – der Kern des Walmdachbaus stammt aus dem 18. Jahrhundert – sowie die Kapelle in der Rainthalstraße, die ebenfalls aus dem 18. Jahrhundert stammt. Ferner steht in der Reichenhaller Straße 90 ein denkmalgeschütztes altes Bauernhaus aus dem 19. Jahrhundert, das mit einem heiligen Georg verziert ist. 
Außerdem befinden sich auch zwei so genannte Keltenschanzen bei Schwarzbach.
Nach neueren geschichtswissenschaftlichen Erkenntnissen handelt es sich dabei um Schanzen aus der Zeit des Dreißigjährigen Kriegs.